# Konrad Krajewski
Konrad Krajewski, né le 25 novembre 1963 à Łódź, est un cardinal polonais de l'Église catholique, aumônier apostolique depuis le 3 août 2013.

## Biographie

### Jeunesse, ordination et ministère presbytéral
Ordonné prêtre le 11 juin 1988 pour le diocèse de Łódź, Konrad Krajewski a étudié la théologie à l'université catholique de Lublin. Après deux ans de ministère paroissial, il est envoyé à Rome pour poursuivre des études de liturgie à l'Institut de liturgie de l'Athénée pontifical Saint-Anselme où il obtient une licence en liturgie en 1993. Il poursuit ensuite ses études en doctorat de théologie à l'Angelicum. En 1995, il retourne dans son diocèse d'origine où il exerce les fonctions de cérémoniaire de l'archevêque et enseigne dans différents séminaires.

### Premières fonctions au Vatican
Il fait son retour en 1998 à Rome en tant que membre du bureau des cérémonies pontificales. Le 12 mai 1999, il est nommé cérémoniaire pontifical auprès de Piero Marini. Pendant les dernières années du pontificat de Jean-Paul II il officie de manière régulière en tant que second cérémoniaire. À ce titre il côtoie régulièrement le pape dont il admire la « sainteté ».

### Évêque et aumônier apostolique du pape François
Le 3 août 2013, le pape François, ayant pris connaissance des initiatives de ce dernier en faveur des pauvres, le nomme aumônier apostolique pour exercer la charité en faveur des pauvres au nom du Souverain pontife. Il est consacré évêque par le cardinal Giuseppe Bertello le 17 septembre 2013 dans la basilique Saint-Pierre de Rome en présence du pape François.

#### Actions menées
Expliquant à l'agence de presse italienne que le pape l'a nommé aumônier en lui disant de « ne pas rester derrière son bureau », il fait installer sur la place Saint-Pierre, des douches et des toilettes gratuites pour les pauvres afin de leur permettre de vivre dans la dignité et pouvoir se rendre dans des lieux publics sans y être rejetée socialement. Il fait aussi installer un stand de barbier qui sera ouvert les lundi, jour de fermeture de ceux-ci dans la ville.
Il parcourt les périphéries de la ville de Rome, aide quand cela est possible certains à payer leurs factures, et a même prêté son appartement à un groupe de migrants, en attendant qu'ils trouvent un emploi, tandis qu'il dort dans son bureau. En 2019, il est critiqué par Matteo Salvini pour avoir fait rétablir l’électricité dans un immeuble habité par plus de quatre cents migrants et sans-abri, et interpelle celui-ci sur les raisons des difficultés financières des migrants.
Lors de la préparation du chemin de croix du Vendredi saint 2022, il est initialement prévu que deux amies, l'une Russe et l'autre Ukrainienne, portent ensemble la croix lors de la treizième station, avant qu'un message de paix ne soit lu. Cette initiative est critiquée par Sviatoslav Chevtchouk, primat de l'Église grecque-catholique ukrainienne. La proposition est amendée à la dernière minute et la treizième station est vécue en silence ; c'est Konrad Krajewski qui avait pris l'initiative d'interpeller le pape sur la nécessité d'adapter un déroulement différent.

### Cardinal
Il est créé cardinal lors du consistoire du 28 juin 2018 avec le titre de cardinal-diacre de Santa Maria Immacolata all'Esquilino.
En mars 2022, en réponse à l’invasion russe de l’Ukraine, le pape François a envoyé Krajewski en Ukraine en tant qu’envoyé spécial, ainsi que le cardinal Michael Czerny, qui est à la tête du département papal spécialisé dans l’immigration, la charité, la justice et la paix. Cette mission, qui impliquait plusieurs séjours,, fut considérée comme un geste très inhabituel de la part de la diplomatie du Vatican.
Il est reconduit comme préfet du dicastère pour le service de la charité à titre temporaire ainsi que les autres responsables de dicastères à l'issue du conclave le 9 mai 2025 par le pape Léon XIV.